# Mathilde von Rothschild
Wilhelmine Hannah Mathilde Freifrau von Rothschild (* 5. März 1832 in Frankfurt am Main, Roßmarkt 9; † 8. März 1924 ebenda) war eine deutsch-jüdische Mäzenatin.

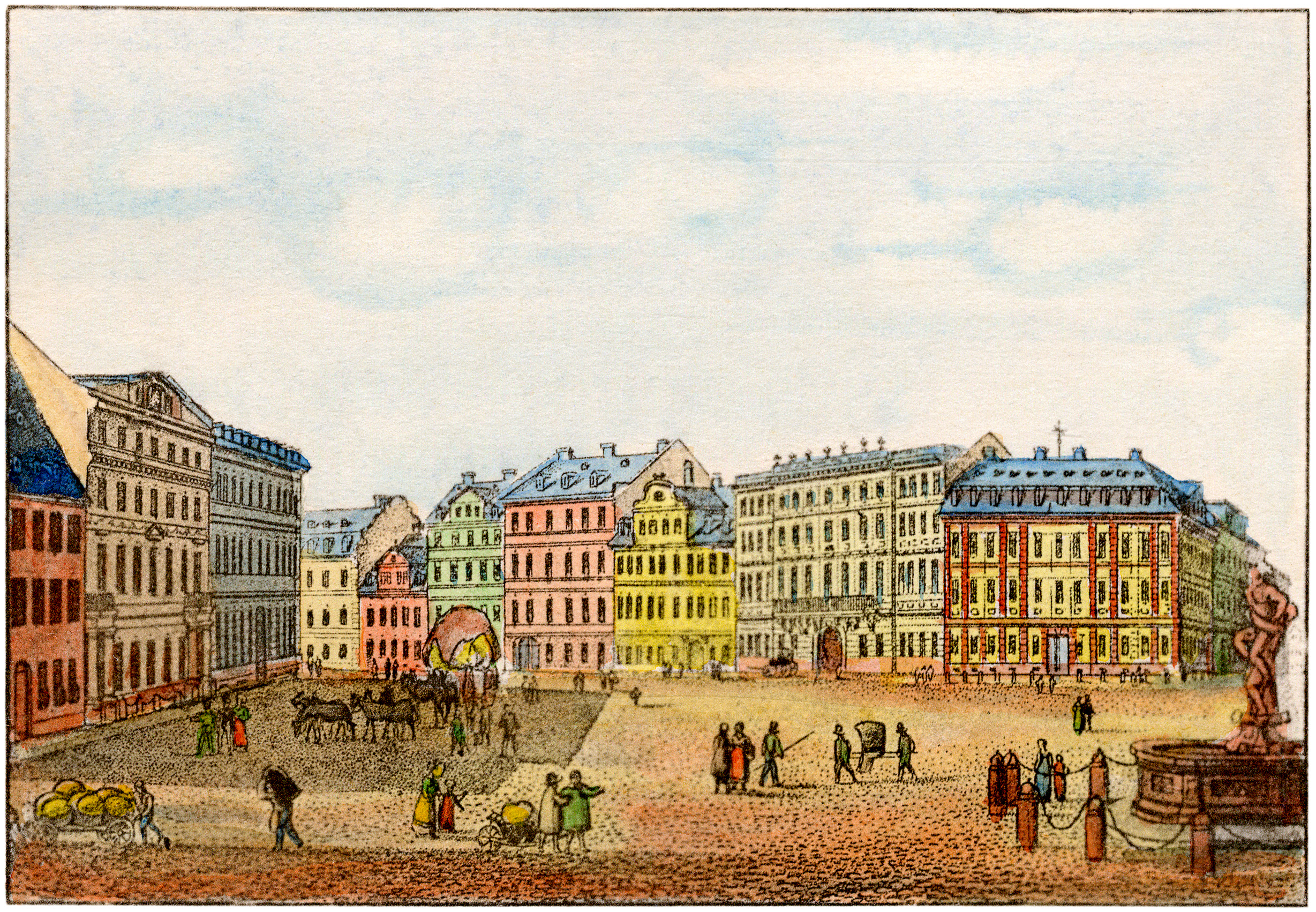
Der Roßmarkt zur Zeit der Geburt Mathilde von Rothschilds

## Leben
Mathilde von Rothschild war die zweitälteste Tochter von Anselm Salomon von Rothschild, einem Chef des Wiener Hauses Rothschild.
1849 heiratete sie den Bankier Wilhelm Carl von Rothschild, dieser war ein Vetter ihres Vaters.

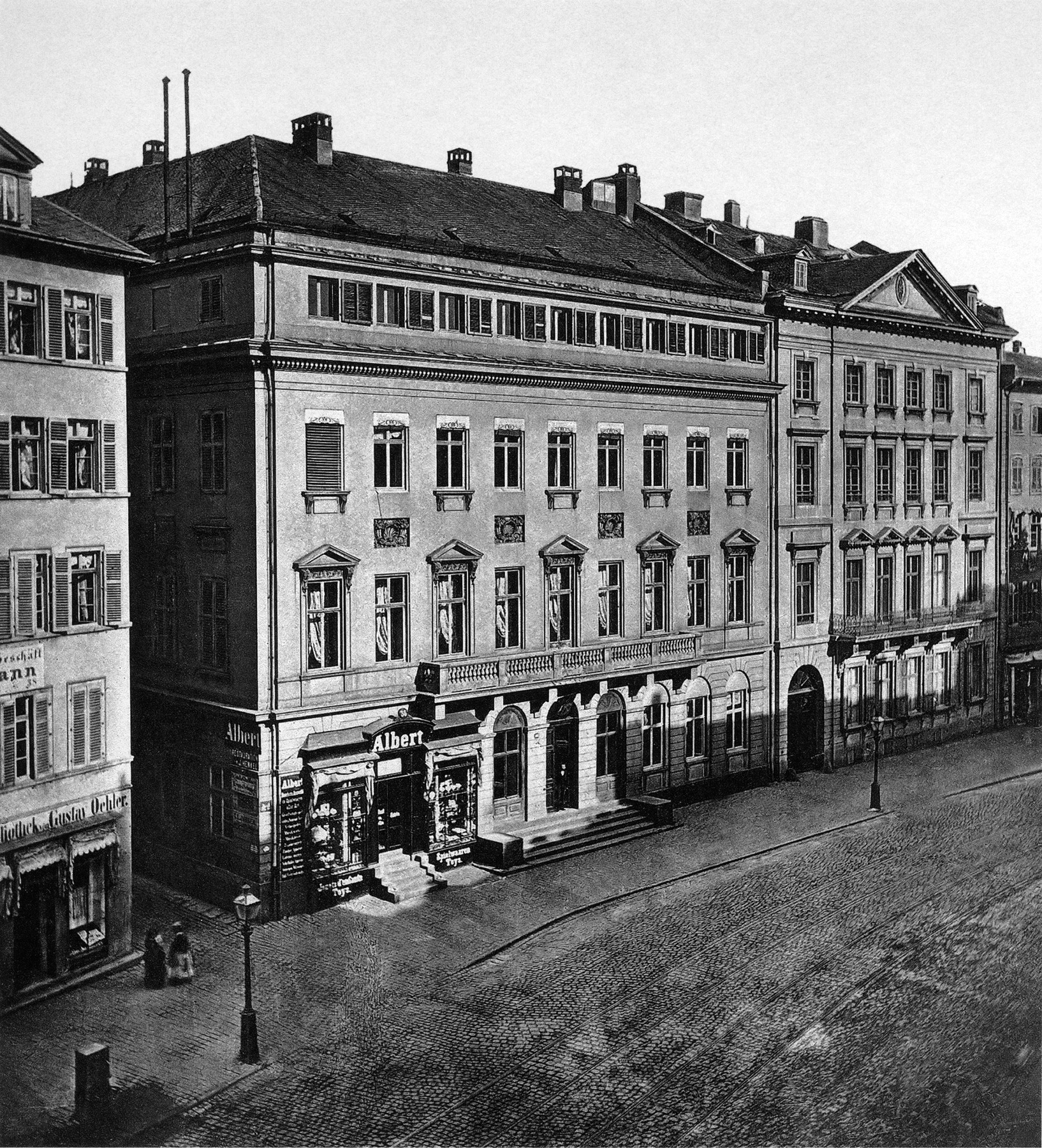
Rothschild-Haus (mit Giebel) auf der Zeil, um 1880

### Wohnen in Frankfurt und im Taunus

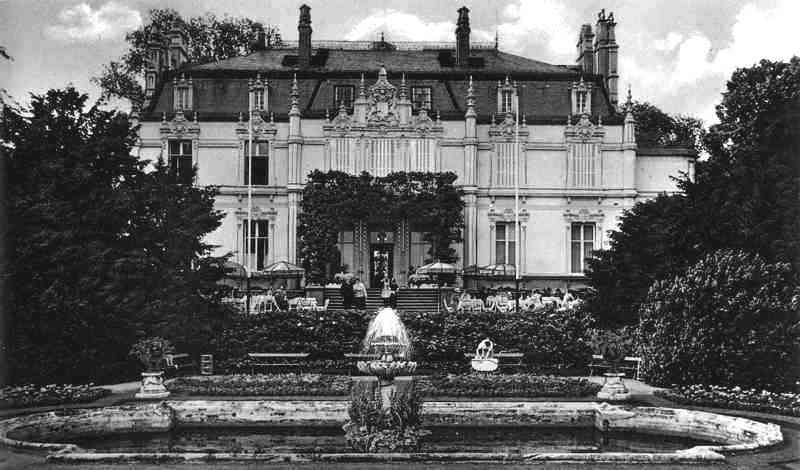
Neues Palais an der Grünen Burg (Grüneburgpark)

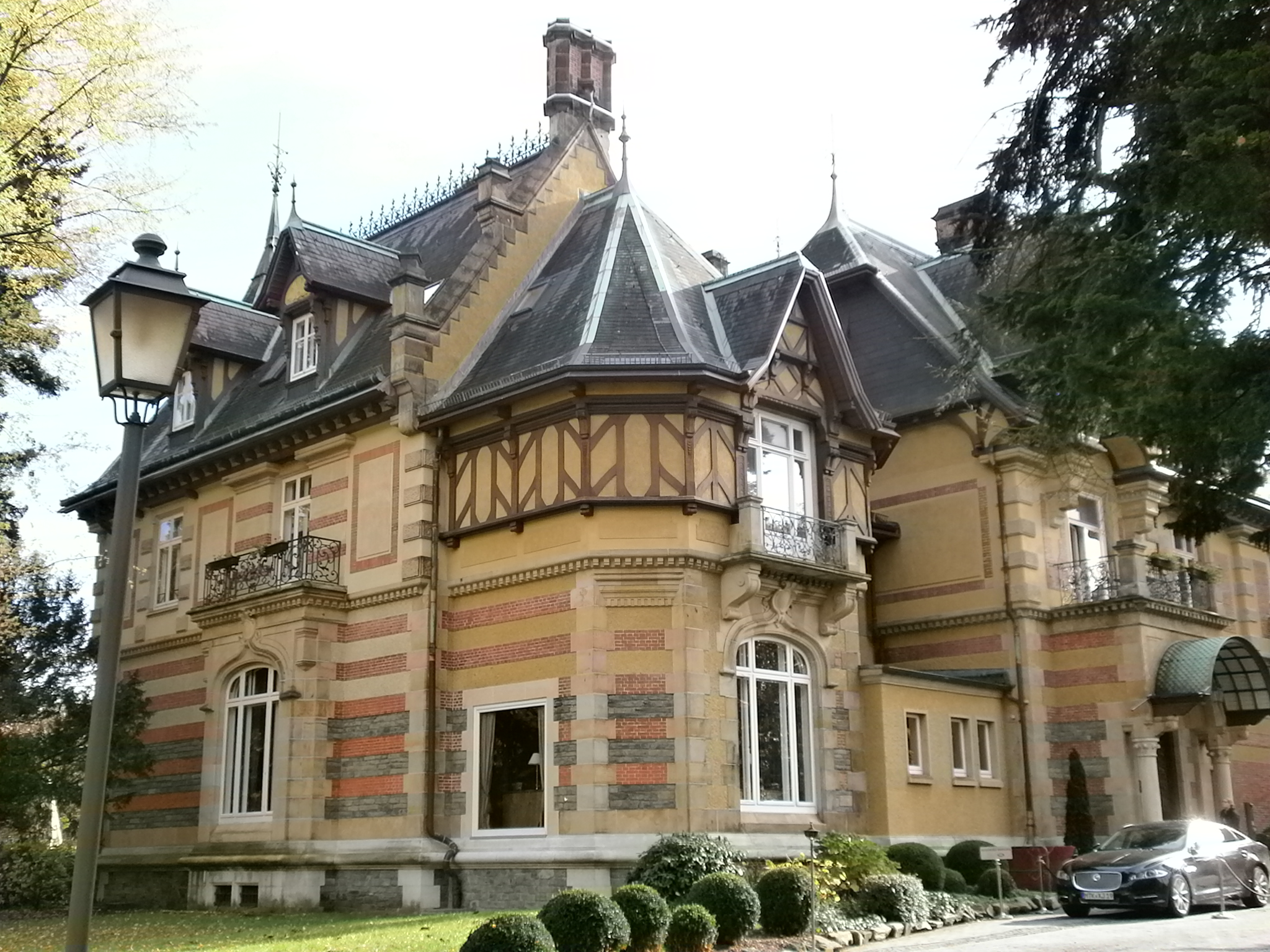
Villa Rothschild in Königstein

Der Wohnsitz des Ehepaares war zuerst (1849) das Rothschild-Haus (Zeilpalast) auf der Zeil 34 (heute etwa 92), das Amschel Mayer von Rothschild 1834 erworben hatte.
Rothschild stiftete 1903 das nach ihr und ihrem verstorbenen Gatten benannte Freiherrlich Wilhelm u. Freifrau Mathilde von Rothschild’sche Altersheim für Israelitische Frauen und Jungfrauen besserer Stände. Das Stift mit 25 Plätzen wurde 1941 von den Nationalsozialisten zwangsgeräumt. Danach bis zur Zerstörung 1944 war es Hauptbefehlsstelle der Obdachlosenpolizei.
In der 2. Hälfte der 1860er Jahre siedelten Willi von Rothschild und seine Frau nach dem Palais im Grüneburgareal über. Das Grüneburgareal gehörte seit 1837 den Rothschilds, 1845 bauten sie dort ein Schloss. In den späteren Jahren weilte die Baronin oft in Königstein, wo sie inmitten großer Parkanlagen ihre Villa hatte (das spätere Hotel Sonnenhof).

Auszug aus dem Text: „In wunderbarer Gebirgslage des Taunus, umgeben von einem Kranze von Schlössern und Villen von lieblichen Wiesen und Wäldern und von majestätischen Bergen, liegt Königstein im Taunus, bekannt als einer der schönsten Punkte Deutschlands und wegen seiner überaus malerischen Lage und sonstigen Vorzüge mit Recht als die „Perle des Taunus“ gepriesen. (…) Aber auch die Neuzeit hat in Königstein grossartige Bauwerke entstehen lassen. So liegt unweit der Ruine das Schloss Ihrer Kgl. Hoheit der Großherzogin von Luxemburg und der Ruine gegenüber gleichsam das „Einst“ und „Jetzt“ charakterisierend, das pompöse Schlösschen Andreae. Weiter sind es die Besitzungen der Familie Borgnis, Baronin von Steiger, Freiherrn von Bethmann, Baronin von Rothschild und Anderer, welche zum Teil als architektonische Kunstwerke den landschaftlichen Reiz erhöhen. In der Nachbarschaft, an der Straße Homburg-Königstein, liegt das Schloss Friedrichshof, der Sommeraufenthalt der Prinzessin Friedrich Karl von Hessen.“

### Musikalisches Interesse
Die Baronin war künstlerisch begabt und komponierte kleinere Stücke. Im kaiserlichen Schloss Friedrichshof verkehrten die Künstler der Kronberger Malerkolonie, oft war dieser Kreis zur Baronin eingeladen, nicht nur nach Königstein, sondern auch in die Grüneburg. Auch Frédéric Chopin wurde des Öfteren dort gesehen. Mathilde nahm Klavierstunden bei ihm. Um 1894 vertonte sie ein Gedicht von Victor Hugo: Si vous n’avez rien à me dire ...

### Die Baronin in einer Chronik der Weimarer Republik
„In ihrem schönen Frankfurter Palais, im Sommer auf ihrem Landsitz im Taunus, empfing sie nicht nur die Gesellschaft ihrer Heimatstadt, sondern auch zahlreiche Fürstlichkeiten, wie die Kaiserin Friedrich, ihren Bruder Eduard VII., das Grossherzogspaar von Hessen, die verschiedenen in und um Frankfurt wohnenden Mitglieder der landgräflich hessischen Familie und andere mehr. Auch Wilhelm II. war verschiedene Male zu Gast der geistreichen und von ihm sehr geschätzten Baronin. Bekanntlich sind die Rothschilds ihrem Glauben treu geblieben und befolgen aufs strengste die rituellen Vorschriften der jüdischen Religion. So aß die verstorbene Baronin Mathilde Rothschild nur koscheres Fleisch und rührte, da sie ihren Gästen normales Essen vorsetzte, bei den grossen von ihr gegebenen Diners keinen Bissen an.“

### Mäzenatentum
In der Dokumentation des Königsteiner Stadtarchivars Sturm-Godramstein heißt es über sie: Die Baronin, die jährlich 430 Millionen Mark Vermögen versteuerte, war künstlerisch begabt: sie musizierte und komponierte auch ein wenig. Als Mäzenatin bleibt ihr Name unvergessen. Ihre reich dotierten Stiftungen kamen dem Forschungswesen und der Kunst ebenso zugute wie der Wohltätigkeit. Dazu gehörte auch eine Stiftung für alleinstehende Frauen aller Konfessionen.
Paul Arnsberg schreibt über sie: Die Baronin war eine herausragende Persönlichkeit und hatte die für die Gründer-Generation der Rothschilds spezifische Energie. Sie war eine bedeutende Mäzenatin und unterstützte in bedeutendem Ausmaße viele wissenschaftliche Forschungsprojekte an der Ruprecht-Karls-Universität Heidelberg. Vor allem war sie aktiv auf dem Gebiete der Wohltätigkeit.
Im Hauptstaatsarchiv Wiesbaden gibt es nur fragmentarische Angaben zu ihren Schenkungen. (Die Hauptdispositionen waren bereits durch ihren Mann getroffen worden.) Doch einiges verdient, genannt zu werden:
- an die Stadt Frankfurt am Main 500.000 Mark (zusammen mit der Stiftung des Freiherrn von Goldschmidt-Rothschild 1 Million Mark);
- Stiftung für arme Israeliten in Frankfurt am Main 250.000 Mark;
- für den Neubau der Israelitischen Mädchen-Waisenanstalt 160.000 Mark;
- zum Neubau eines Israelitischen Hospitals 50.000 Mark;

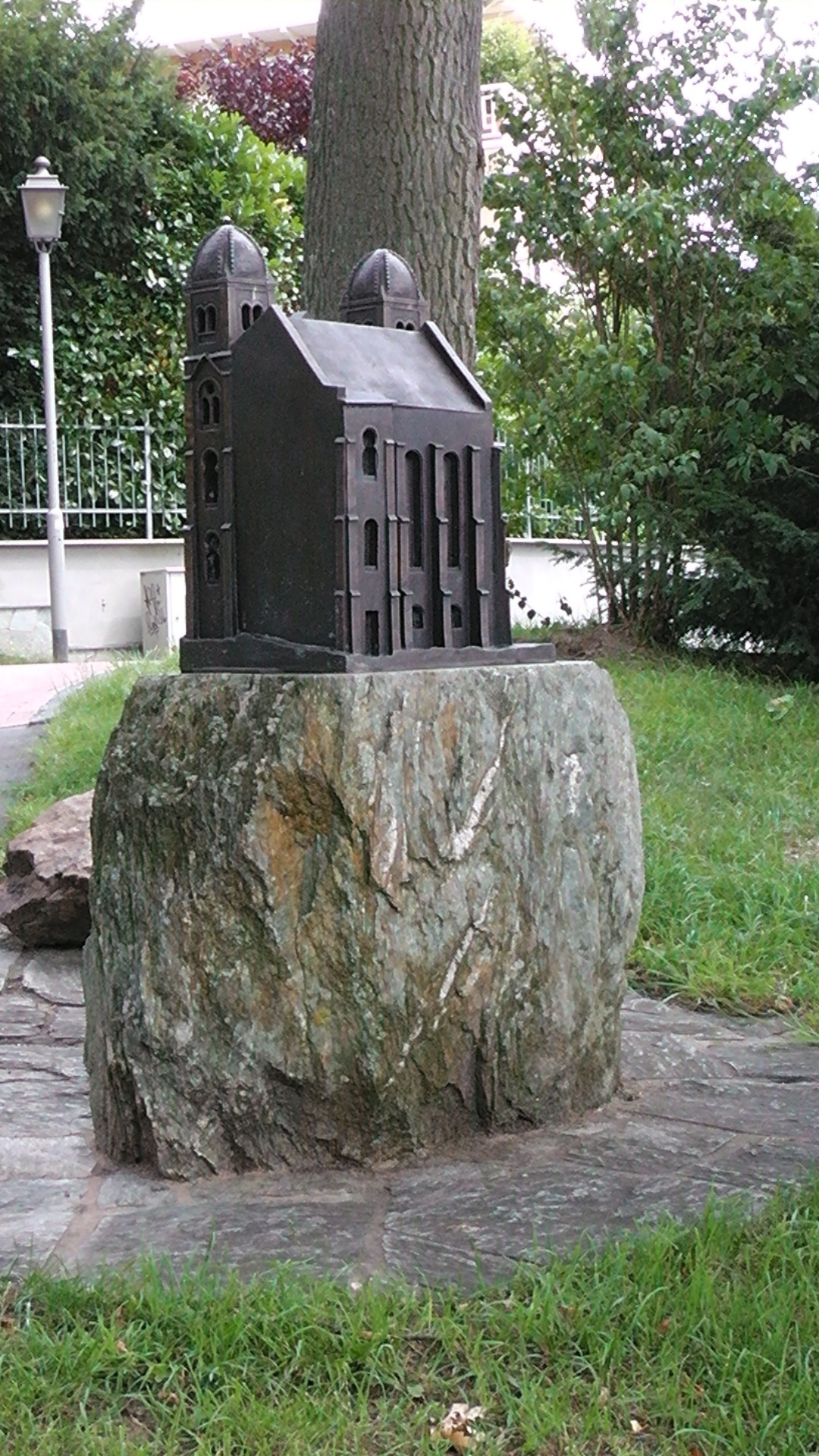
Denkmal für die einstige Synagoge, die von der Baronin mitfinanziert wurde

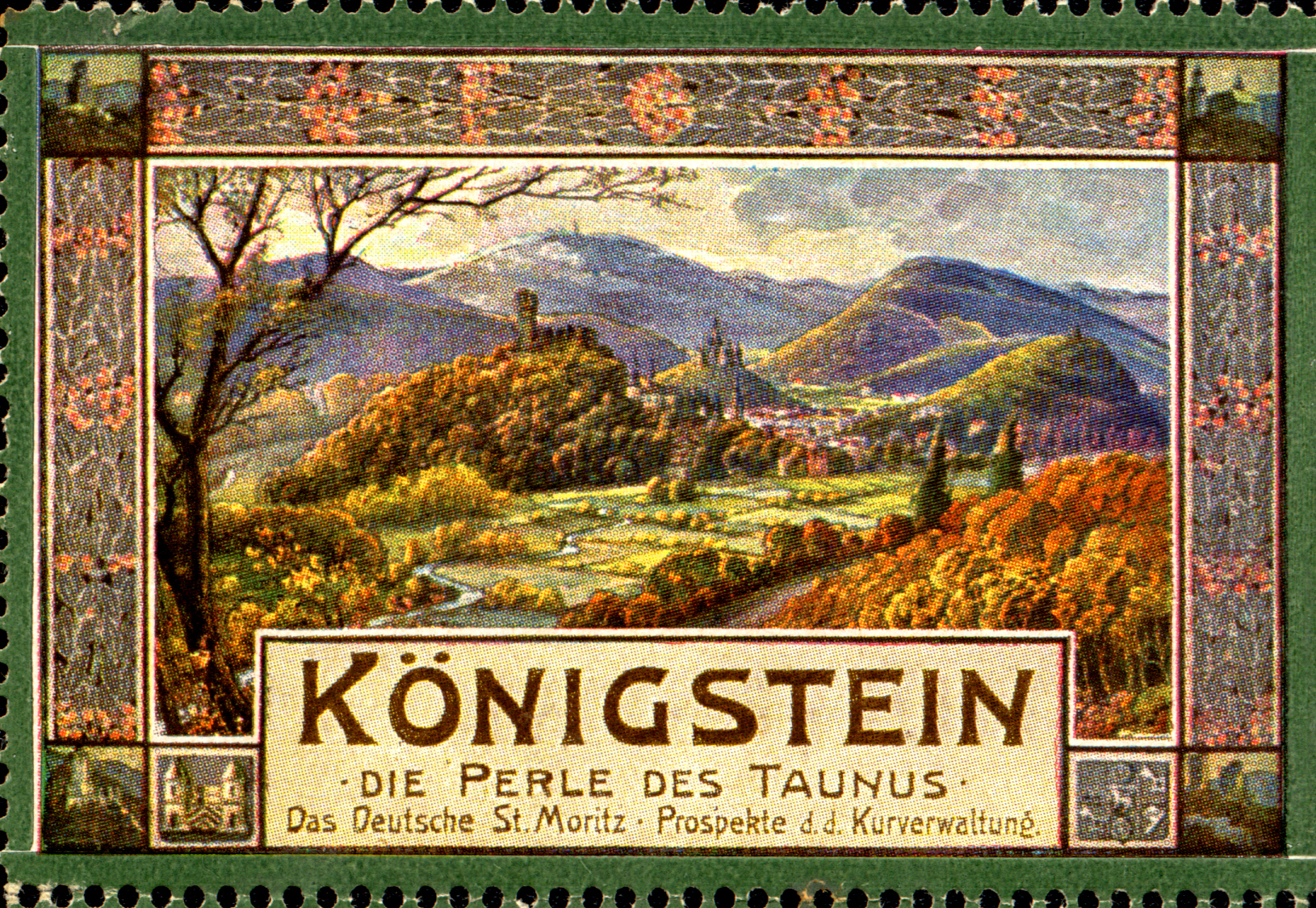
Am Waldessaum auf dieser Cinderella ist die Synagoge zu erkennen

- Der Israelitischen Waisenanstalt in der Uhlandstraße in Frankfurt am Main stellte sie Mittel zum Ausbau zur Verfügung, ebenso der Kuranstalt für arme Israeliten in Bad Soden.
- Dem Hospital der Israelitischen Gemeinde in der Gagernstraße in Frankfurt am Main spendete sie 100.000 Mark für einen Saal.
- Den Neubau der Königsteiner Synagoge, die im Jahre 1906 fertiggestellt wurde, ermöglichte sie auf Grund einer Schenkung in Höhe von 50.000 Mark.
- Das Museum für jüdische Altertümer in Frankfurt am Main wurde 1922 mit ihrer Hilfe im früheren Rothschildschen Bankhaus eingerichtet, ebenso dort, in der Fahrgasse 146, das Museum der Rothschilds.
- In Baden-Baden kaufte sie ein Haus, in dem ein Erholungsheim für erschöpfte Frauen errichtet wurde. Sie war sehr interessiert an der Israelitischen Lungenheilstätte in Nordrach, eine Stiftung ihrer Tochter Adelheid, der Baronin Edmond de Rothschild, Paris, die als Gründungskapital einen Betrag von 1 Million Mark stiftete. Doch auch Mathilde ließ dieser Stiftung ein nicht unwesentliches Legat zuteilwerden.
- Zu ihren Hospitalstiftungen gehörte das Rothschild’sche Hospital und die Georgine Sara von Rothschild’sche Stiftung, benannt nach ihrer jung verstorbenen ältesten Tochter.[3]
- Sie stiftete maßgeblich die Lungenheilanstalt in Ruppertshain, die von Fritz Hallgarten geleitet wurde.
- im Jahre 1911 für den Neubau der Klinik Dr. Hugo Amelung in Königstein 100.000 Mark;
- im Jahre 1905 für ein großzügiges Erholungsheim für aktive Offiziere in Falkenstein. Kaiser Wilhelm II. hatte das nötige Geld regelrecht „erbettelt“, dazu suchte er die Baronin Rothschild persönlich auf.
- für Soldaten-Stiftungen 30.000 Mark usw.

Wenn die Baronin an ihrem Schreibtisch saß, hätte sie als eine regierende Fürstin gelten können. (Sie wurde oft mit der rumänischen Dichter-Königin Carmen Silva verglichen.) Sie war die reichste Frau Frankfurts. Die Schätzungen zur Höhe ihres Vermögens gehen weit auseinander. Wilhelm Carl von Rothschild hatte „meine beiden lieben Kinder, Adelheid und Minna“ zu gleichen Teilen als Haupterbinnen eingesetzt. Seiner Frau blieb nur der kleinere Teil. Gleichwohl war Mathilde von Rothschild eine der reichsten Frauen Deutschlands.

## Nach dem Tode der Baronin

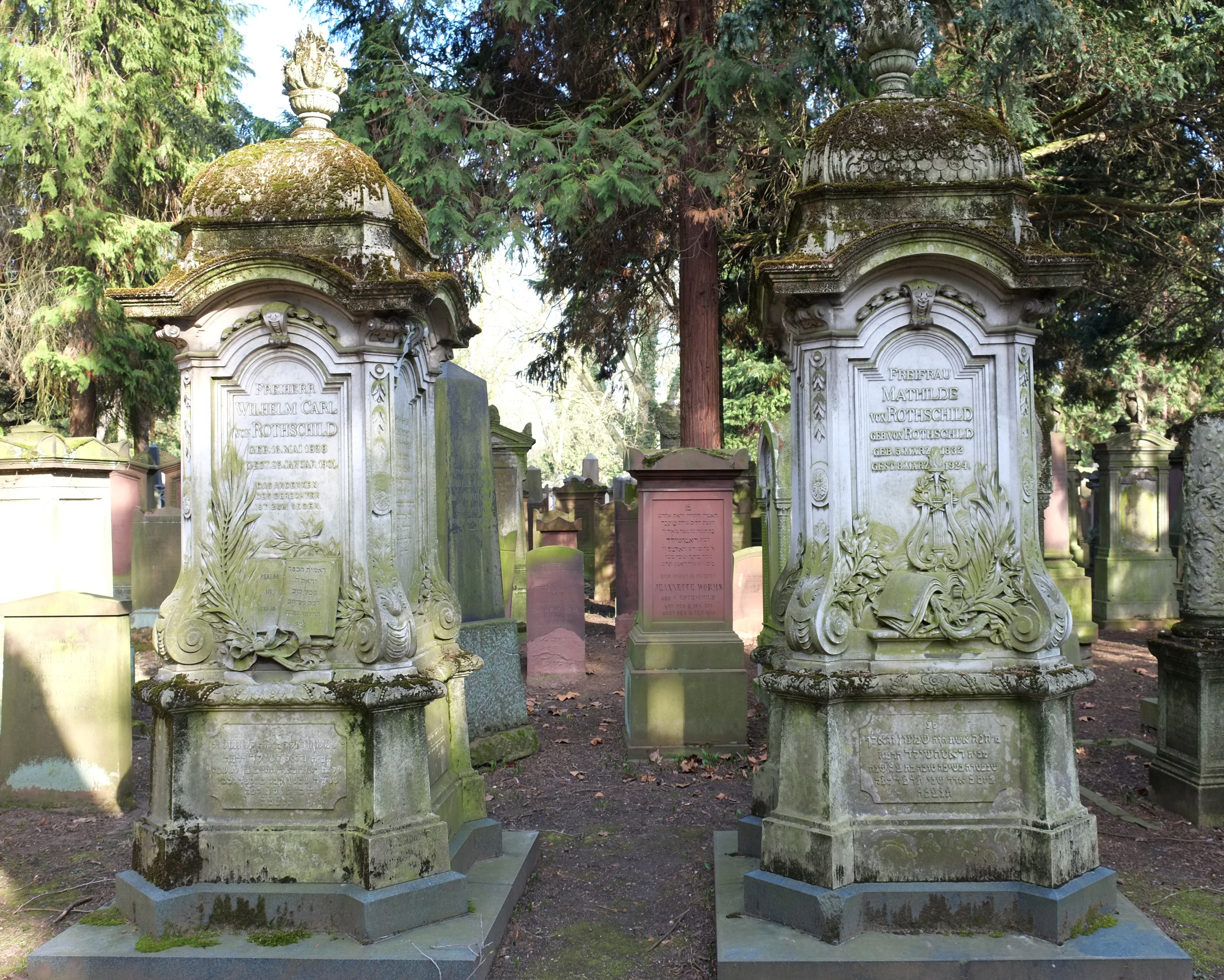
Grab von Mathilde von Rothschild (rechts)

Über ihren Besitz hatte die Baronin in zahlreichen Einzellegaten verfügt. Die Villa Rothschild in Königstein erbte ihr Enkel Rudolf von Goldschmidt-Rothschild (* 1. November 1881; † 8. September 1962 in Basel, beerdigt neben seinem Bruder Albert im Familiengrab in Lausanne). Er hatte in München Malerei studiert und lebte als Kunstmaler in Frankfurt am Main, gehörte zeitweilig dem Ausschuss bzw. dem Vorstand der Israelitischen Gemeinde an und war ein geschätzter Gastgeber vor allem für Künstler und Journalisten, darunter Heinrich Simon. 1938 wanderte er in die Schweiz aus. Abschließend sei bemerkt, dass Rudolf von Goldschmidt-Rothschild und seine vier Geschwister aus dem jüdischen Glauben herausheirateten.
In den 1960er Jahren verkauften die Rothschild-Erben ein Grundstück in Königstein, auf dem ein evangelisches Gemeindezentrum gebaut wurde.

## Würdigung
Nach Mathilde von Rothschild wurden in Frankfurt am Main die Mathildenstraße und Mathildenplatz im Stadtteil Oberrad benannt.